# Azuga
Azuga è una città della Romania di 3 901 abitanti, ubicata nel distretto di Prahova, nella regione storica della Muntenia.

## Storia
Azuga conobbe un consistente sviluppo nel XIX secolo, quando si iniziarono ad avviare diverse attività industriali, prima fra tutte una vetreria, aperta nel 1830 e chiusa due anni dopo. L'attività vetraria venne ripresa nel 1879 e accanto ad essa, negli ultimi decenni del secolo, sorsero una cementeria, un caseificio, un birrificio ed altre attività prevalentemente legate alle risorse naturali ed agricole.
Alla fine del XX secolo tuttavia, rimaneva soltanto il birrificio, tuttora attivo, mentre le altre attività industriali sono state progressivamente chiuse.

## Economia
Grazie alla propria posizione Azuga ha conosciuto negli ultimi anni un rilevante sviluppo dal punto di vista turistico e si avvia a diventare una delle più importanti stazioni sciistiche della Romania, disponendo già oggi di impianti di risalita, 6 piste per sci da discesa e una pista di fondo.
Un grande progetto di investimento prevede la costruzione di imponenti strutture ricettive entro il 2010.